# Jorunna parva
Jorunna parva (Baba, 1938), comunemente noto come coniglio di mare,  è un mollusco nudibranchio doride, un mollusco gasteropode marino senza conchiglia, della famiglia dei Discodorididae.

## Descrizione
La specie fu descritta per la prima volta da Kikutarō Baba. La sua colorazione varia dal bianco al giallo. La forma dei rinofori, macchiati di nero, ricorda quella delle orecchie di un coniglio.

## Distribuzione e habitat
La specie ha un ampio areale Indo-Pacifico.